# Ballades van de gewapende bedelaar
Ballades van de gewapende bedelaar är den sista skiva Cornelis Vreeswijk själv gav ut i Nederländerna. Den utgavs av WEA 1982.  
Medverkande musiker: Cornelis Vreeswijk: Sång; Conny Söderlund: Gitarr; Owe Gustavsson: Bas. 
De flesta låtar på skivan är översättningar av Cornelis svenska sånger. 

## Låtlista
- Sid A

1. "Is er nog plaats in de schuilkelder voor een man met een gitaar" (Nederländskspråkig version av "Skyddsrumsboogie")
2. "Ballade van de gewapende bedelaar" (Nederländskspråkig version av "Balladen om den beväpnade tiggaren")
3. "De thuishavensamba"
4. "De Dolfijnen" (Nederländskspråkig version av "Från mitt delfinarium")
5. "Epistel 72" (Nederländskspråkig version av Carl Michael Bellmans "Glimmande nymph! Blixtrande öga!")
6. "Wij leven in een welvaartstaat"

- Sid B

1. "De capucijnersamba" (Nederländskspråkig version av "Bruna bönor complét")
2. "De Beerenburgerblues"
3. "De ballade van een arme ridder" (Nederländskspråkig version av "De fattiga riddarnas ballad")
4. "Het leesplankje"
5. "Persoonlijke Peter" (Nederländskspråkig version av "Personliga Person", Nederländsk text Peter Verschoor)
6. "De laatste tocht van een speelman" (Nederländskspråkig version av Dan Anderssons "En spelmans jordafärd")